# Who's That Knocking at My Door
Pour plus de détails, voir Fiche technique et Distribution.
Who's That Knocking at My Door est un film américain réalisé par Martin Scorsese et sorti en 1967. Le film aussi connu sous le titre de I Call First.
C'est le premier film de Martin Scorsese, qu'il a commencé à tourner dès 1965 et qu'il mettra trois années à terminer.

## Synopsis
J. R. est un jeune homme vivant de magouilles dans le quartier de Little Italy à New York. Quand il rencontre une jeune femme nommée Susan, il désire très rapidement l'épouser. Pourtant, lorsqu'il découvre que celle-ci a été violée, il repousse dans un premier temps la jeune femme.
Finissant par admettre la dérangeante réalité, il revient cependant vers elle, mais avec le mot très maladroit « Je te le pardonne ». C'est alors elle qui rompt toute relation avec lui.

## Fiche technique
- Titre original : Who's That Knocking at My Door[1]
- Titre alternatif : I Call First[1]
- Titre provisoire : Bring on the Dancing Girls[1]
- Titre de reparution : J.R.[1]
- Réalisation et scénario : Martin Scorsese
- Dialogues : Martin Scorsese et Betzi Manoogian
- Photographie : Richard H. Coll et Michael Wadleigh
- Son : John Binder, F. James Datri Jr.
- Montage : Thelma Schoonmaker
- Production : Haig Manoogian, Betzi Manoogian et Joseph Weill
- Société de production : Trimod Films
- Sociétés de distribution : Joseph Brenner Associates (États-Unis), Peerless Films (Canada), Solaris Distribution (France)
- Langue originale : anglais américain
- Pays de production :  États-Unis
- Format : noir et blanc - 1.85:1 - 35mm - son : Mono
- Budget : 75 000 USD
- Genre : drame
- Dates de sortie[1] :
  - États-Unis : 15 novembre 1967 (festival international du film de Chicago)
  - États-Unis : 8 septembre 1968 ( New York)
  - France : octobre 1997 (festival du film de Montpellier-Méditerranée), 17 novembre 2004 (direct-to-video)[2], 10 juin 2009[3] (sortie en salles)

## Distribution
- Harvey Keitel : J.R.
- Zina Bethune : la fille
- Anne Colette : la jeune fille du rêve
- Lennard Kuras : Joey
- Michael Scala : Sally Gaga
- Harry Northup : Harry
- Bill Minkin : Iggy
- Philip Carlson : un garçon dans Copake
- Wendy Russell : la fille de Sally Gaga
- Robert Uricola : le garçon armé
- Susan Wood : une fille à la fête
- Marissa Mathes : une fille à la fête
- Catherine Scorsese (en) : la mère
- Victor Magnotta : un garçon de la bagarre
- Paul DeBonde : un garçon de la bagarre
- Martin Scorsese : un gangster (non crédité)

## Production

### Genèse du projet
Le projet est à la base un film de fin d'étude de Scorsese, Bring on the Dancing Girls, qu'il tourne en 35 mm avec un tout petit budget d'environ 30 000 dollars. Avec une équipe très réduite, Martin Scorsese commence le tournage de son premier film en fonction de l'emploi du temps des acteurs, notamment Harvey Keitel, à l'époque encore inconnu. Mais le projet déplaît au professeur de cinéma de Scorsese, Haig Mannogian. Celui-ci l'encourage alors à réécrire le scénario et à développer davantage le personnage principal, incarné par Harvey Keitel. Scorsese se lance alors cette fois en 16 mm, avec Zina Bethune dans le rôle féminin principal. Il bouleverse totalement la structure narrative du film, et mélange les nouvelles scènes avec les anciennes, tournées en 35 mm. En 1967, le film, rebaptisé Who's that Knocking at My Door, est présenté au New York Film Festival, mais sous un autre titre : I Call First. Mais le réalisateur peine à trouver un distributeur. En 1969, le film est distribué dans quelques salles américaines, mais sous un autre titre, J.R., en référence au nom du personnage d'Harvey Keitel. Selon certaines rumeurs, le distributeur du film aux États-Unis, Joseph Brenner, aurait demandé à Scorsese de rajouter des scènes de sexe, à la manière des films de Sexploitation, assez populaires à cette époque.
Dès ce premier film, Scorsese entame sa collaboration de très longue durée avec la monteuse Thelma Schoonmaker.

### Attribution des rôles
Martin Scorsese apparaît brièvement dans le film. Il offre également un petit rôle à sa mère Catherine, chose qu'il refera dans beaucoup de ses films, jusqu'au décès de celle-ci.
Ce film est l'un des derniers tournés par l'actrice française Anne Colette, qui préféra se retirer du cinéma à la fin des années 1960.
Martin Scorsese et Harvey Keitel se retrouveront quelques années plus tard dans Mean Streets (1973), Alice n'est plus ici (1974), Taxi Driver (1976) et un peu plus tard pour La Dernière Tentation du Christ (1988) puis The Irishman (2019).

### Tournage
Le film a été principalement tourné à New York. D'autres scènes ont été tournées à Amsterdam aux Pays-Bas.

## Commentaires

### Le futur style de Scorsese
Dès son premier film, Scorsese met en place des éléments qui marqueront l'ensemble de sa filmographie. Ainsi, le film se déroule dans Little Italy, quartier natal du cinéaste. De même, la religion a une place majeure dans le film tout comme dans la vie de son auteur. Dans la scène de la gare, Scorsese affiche clairement sa cinéphilie : J.R. tente de séduire Susan en lui parlant du réalisateur John Ford. Le style documentaire du film renvoie au néoréalisme italien mais surtout à la Nouvelle Vague qui influence l'œuvre du jeune Scorsese. Tout comme les réalisateurs français, il veut ancrer ses personnages dans un contexte bien réel tout en soignant l'esthétique du film (mobilité de la caméra, montage en contre point, ...). Dans une scène de sexe entre Harvey Keitel et deux femmes (tournée en 1969 à Amsterdam et montée sur la chanson "The End" de The Doors), le cinéaste a recours à une mise en scène expérimentale qui montre l'attrait de Scorsese pour la modernité.

### Titre(s) du film
Le film s'est d'abord intitulé Bring on the Dancing Girls, puis a été nommé par son titre le plus connu, Who's That Knocking at My Door. Il a ensuite été présenté dans des festivals comme I Call First. Cependant, à sa sortie américaine, il a été distribué sous le titre de J.R.. Aujourd'hui, c'est surtout le titre Who's That Knocking at My Door qui reste. Il faut préciser qu'il n'y a pas de point d'interrogation dans ce titre car « cela porte malheur », selon les « croyances hollywoodiennes ».